# Niphanda lasurea
Niphanda lasurea är en fjärilsart som beskrevs av Ludwig Carl Friedrich Graeser 1888. Niphanda lasurea ingår i släktet Niphanda och familjen juvelvingar. Inga underarter finns listade i Catalogue of Life.